# Золов Олексій Ілліч
Олексій Ілліч Золов (23 січня 1906, місто Пінськ, тепер Білорусь — 8 лютого 1989, тепер Білорусь) — радянський білоруський державний діяч, секретар ЦК КП Білорусії, заступник голови Ради міністрів Білоруської РСР. Депутат Верховної Ради СРСР 5-го скликання. 

## Життєпис
Народився в родині робітника залізниці.
З 1920 року — чорнороб-вантажник залізничної станції Гомель, вантажник товарного двору станції Мінськ.
Член ВКП(б) з 1930 року.
У 1930 році вступив на курси з підготовки до вищого технічного навчального закладу. Після закінчення курсів Олексій Золов навчався на енергетичному факультеті будівельного інституту в Мінську та в Ленінградському індустріальному (політехнічному) інституті, який закінчив у 1936 році.
У 1936—1941 роках — інженер-електрик, головний механік, директор верстатобудівного заводу імені Кірова в місті Мінську.
У 1941—1942 роках — в Головному управлінні верстатобудівної промисловості Народного комісаріату верстатобудування СРСР.
У 1942—1944 роках — директор верстатобудівного заводу в місті Клин Московської області.
У 1944—1946 роках — директор верстатобудівного заводу імені Кірова в місті Мінську.
У 1946—1947 роках — секретар Мінського міського комітету КП(б) Білорусії.
У 1947 — 24 квітня 1953 року — заступник голови Ради міністрів Білоруської РСР і міністр легкої промисловості Білоруської РСР. 24 квітня — 30 жовтня 1953 року — міністр легкої та харчової промисловості Білоруської РСР.
30 жовтня 1953 — січень 1957 року — міністр промисловості продовольчих товарів Білоруської РСР.
У січні — травні 1957 року — секретар ЦК КП Білорусії.
30 травня 1957 — 12 вересня 1958 року — голова Ради народного господарства Білоруської РСР — 1-й заступник голови Ради міністрів Білоруської РСР.
У 1958 — 1971 року — заступник голови Ради міністрів Білоруської РСР.
З 1971 року — на пенсії.
Помер 8 лютого 1989 року.

## Нагороди
- орден Леніна
- три ордени Трудового Червоного Прапора (1944, 1958, 1966)
- орден Дружби народів (1976)
- орден «Знак Пошани» (1943)
- медаль «За доблесну працю у Великій Вітчизняній війні 1941—1945 рр.»
- медалі